# Peggy Rajski
Peggy Rajski, eigentlich Margaret Rajski (* 20. August 1953 in Stevens Point), ist eine US-amerikanische Filmproduzentin, Filmregisseurin und Hochschullehrerin.

## Leben
Peggy Rajski kam 1953 als eines der zehn Kinder von Patricia A. Rajski, geb. Simon (1928–2017) und Pat A. Rajski (1928–1988) in der Stadt Stevens Point zur Welt, wo sie auch aufwuchs. Ihr Vater arbeitete als Machine Superintendent für den Papierhersteller Consolidated Papers, Inc. Peggy Rajski besuchte bis 1971 die Pacelli High School in ihrem Geburtsort. Ein dort stattfindender Filmkurs inspirierte sie dazu, eine Laufbahn in der Filmproduktion zu beginnen. Geleitet wurde der Kurs von einem Nachrichtenredakteur der regionalen Homosexuellen-Zeitschrift Quest. Nach der Schule studierte Rajski Kommunikationswissenschaften am Campus Stevens Point des University of Wisconsin Systems. Dort schloss sie 1975 mit dem Bachelor ab. Ihren Master of Fine Arts in Kommunikationswissenschaften, Radio, TV und Film erhielt sie an der University of Wisconsin–Madison. Am 24. Juni 1983 heiratete sie den Schauspieler Joshua „Josh“ Mostel.
Rajskis Arbeit in der Filmbranche begann als Produktionsleiterin bei John Sayles’ Drama Lianna (1983), in dessen Mittelpunkt eine verheiratete Frau steht, die eine lesbische Affäre beginnt. Es folgten weitere Zusammenarbeiten mit Sayles, bei denen Rajski zudem als Produzentin agierte, darunter Der Typ vom anderen Stern (1984), Matewan (1987) und Acht Mann und ein Skandal (1988). Auch war sie Co-Produzentin des Dramas Grifters (1990) von Stephen Frears. Nachdem sie Jodie Foster kennengelernt hatte, als beide der Jury des Sundance Film Festivals angehörten, übernahm Rajski die Produktion von Fosters ersten beiden Inszenierungen, Das Wunderkind Tate (1991) und Familienfest und andere Schwierigkeiten (1995). Bei Das Wunderkind Tate war sie außerdem Regisseurin der Second Unit.
Rajskis erste eigene Regiearbeit ist der humoristische Kurzfilm Trevor (1994), der das mit einem Suizidversuch verbundene Coming-out eines homosexuellen Schülers zum Thema hat. Für diesen Film gewann sie unter anderem 1995 den Oscar bei der Oscarverleihung 1995 in der Kategorie „Bester Kurzfilm“ (zusammen mit Co-Produzentin Randy Stone) und den Teddy Award der Berlinale für den Besten Kurzfilm. Rajski ist Mitbegründerin und Vorstandsmitglied der nach ihrem Film benannten Organisation Trevor Project, die eine Telefonseelsorge für jugendliche LGBTQ+ betreibt.
Zu ihren späteren Filmproduktionen gehört unter anderem die Komödie Grassroots von Stephen Gyllenhaal (2012). Neben Spielfilmen produzierte Rajski auch zwei Dokumentar-Kurzfilme der Regisseurin Kim A. Snyder, die ihrerseits zuvor als Associate Producer an Trevor beteiligt gewesen war. Diese behandeln die Themen Gesundheitsversorgung von Obdachlosen (One Bridge to the Next, 2008) und Myanmar-Flüchtlinge (Crossing Midnight, 2009).
2010 begann Rajski als Associate Arts Professor an der NYU Tisch School of the Arts zu lehren, wo sie später auch den Bereich Produktion des Film-Graduiertenprogramms leitete. 2018 wurde sie zum Dean der LMU School of Film and Television in Los Angeles berufen.
Rajski lebt in New York City und ist mit Paul Colin verheiratet.
2014 wurde sie mit dem „Distinguished Alumnus Award“ der University of Wisconsin – Stevens Point ausgezeichnet.

## Filmografie
- 1983: Lianna
- 1984: Bruce Springsteen: Born in the U.S.A. (Video)
- 1984: Der Typ vom anderen Stern (The Brother from Another Planet)
- 1987: Matewan
- 1988: Acht Mann und ein Skandal (Eight Men Out)
- 1990: Grifters (The Grifters)
- 1991: Das Wunderkind Tate (Little Man Tate)
- 1992: Die Herbstzeitlosen (Used People)
- 1994: Trevor (Kurzfilm)
- 1995: Familienfest und andere Schwierigkeiten (Home for the Holidays)
- 2002: Scoundrel’s Wife
- 2003: Emergency Room – Die Notaufnahme (Fernsehserie, 2 Folgen)
- 2005: Bee Season
- 2007: Unverblümt – Nichts ist privat (Towelhead)
- 2008: One Bridge to the Next (Dokumentar-Kurzfilm)
- 2009: Crossing Midnight (Dokumentar-Kurzfilm)
- 2012: Grassroots
- 2020: Quad